# Na'man (huyện)
Huyện Na'man là một huyện thuộc tỉnh Al Bayda', Yemen. Đến thời điểm năm 2003, huyện này có dân số 9252 người